# Хачатурян, Александр Саркисович

Памятник пензенским милиционерам в Пензе

Александр Саркисович Хачатурян (род. 20 марта 1960,  Батуми, Грузинская ССР) — российский скульптор, художник. Народный художник Республики Калмыкия (1998).

## Биография
Армянин по происхождению. В 1978 году поступил в Пензенское художественное училище им. К. А. Савицкого, которое окончил с отличием в 1984 году.

Памятник О. Бендеру с шахматным конём в руке в Элисте, на проспекте его имени. 1999

В 1986—1991 годах продолжил учёбу в Харьковском художественно-промышленном институте (ныне Харьковская государственная академия дизайна и искусств), который окончил также с отличием.
С 1996 года член Союза художников России.

Памятник советскому хоккеисту Ю. И. Моисееву в г. Пензе

Памятник писателю А. И. Куприну

Мемориальная доска в честь писателя И. И. Лажечникова в Пензе. Скульптор А. С. Хачатурян

С 1991 года — преподаватель отделения скульптуры в Пензенском художественном училище им. К. А. Савицкого.

## Творчество
Автор ряда картин, памятников, скульптур, бюстов, мемориальных досок, в основном, в Пензе. В Рио-де-Жанейро и Элисте установлены его памятники Остапу Бендеру, спонсором которого выступил президент Калмыкии Кирсан Илюмжинов.
В 2010 году в залах Пензенской картинной галереи состоялась персональная выставка скульптора.

## Избранные работы
- Памятник пензенским милиционерам
- Памятник советскому хоккеисту Ю. И. Моисееву в Пензе
- Памятник токарю в Пензе
- Памятники Остапу Бендеру в Рио-де-Жанейро и Элисте
- Памятник писателю А. Куприну в с. Наровчат, Наровчатский район, Пензенская область
- Памятник на могиле заслуженного учителя России Вячеслава Тарасова (Новозападное кладбище (Пенза)).
- Мемориальная доска в честь писателя И. И. Лажечникова в Пензе
- Мемориальная доска русскому поэту и писателю А. Мариенгофу в Пензе
- Портрет художника Савостюка И. М. (бюст)
- Покаяние (скульптурная композиция, бронза, 1996—2005)
- Отчаяние (скульптурная композиция, бронза)
- Портрет В. О. Ключевского (бюст)
- Мемориальная доска тренеру по хоккею Василию Ядренцеву на здании средней школы № 7 на ул. Гоголя в Пензе (2019).

Занимается общественной деятельностью, член Совет Пензенского регионального отделения Союза армян России